# قرة كرين
قرة كرين (بالإنجليزية: Kara Crane)‏ هي ممثلة أمريكية، ولدت في 30 نوفمبر 1990 في مقاطعة أورانج في الولايات المتحدة.

## وصلات خارجية
- قرة كرين على موقع IMDb (الإنجليزية)
- قرة كرين على موقع ألو سيني (الفرنسية)
- قرة كرين على موقع أول موفي (الإنجليزية)
- قرة كرين على موقع قاعدة بيانات الفيلم (الإنجليزية)
- قرة كرين على موقع كينوبويسك (الروسية)